# スポーツ行進曲
「スポーツ行進曲」（スポーツこうしんきょく）は、1953年に黛敏郎が作曲した管弦楽のための行進曲である。現在では吹奏楽用に編曲されたものが広く演奏されている。
通称は「日本テレビスポーツのテーマ」で、番組オープニングのテロップでは「NTVスポーツのテーマ」と表記されることが多かった。日テレ創業者正力松太郎が黛に作曲を依頼した。

## 概要
日本テレビの開局にともない同局の委嘱によって作曲され、同局のスポーツ中継におけるテーマ曲として使用されていた。
プロレスラー・ジャイアント馬場の「王者の魂」以前の入場曲、もしくは輪島大士のプロレスラー時代の入場曲としても知られ、プロレスそのものを表す代名詞のようにも扱われている。全日本プロレスにおいてはバトルロイヤル形式の試合時の入場や世界最強タッグ決定リーグ戦の開会式にも使われたことがある。
プロボクサー・大場政夫の全6回の世界ボクシング協会（WBA）世界フライ級タイトルマッチ中継の入場曲にも使用された。黛は1970年代前半、日テレのゴールデンタイムに生中継された大場の全6度の世界タイトルマッチや現役世界王者としてのノンタイトル戦や、世界タイトル獲得直前の前哨戦をリングサイド観戦する程の大場のファンだった。
ゲームミュージックとしての使用例は、任天堂からファミリーコンピュータ向けゲームソフトとして発売された『ベースボール』・『テニス』・『バレーボール』・『プロレス』ではどのタイトルであっても任天堂サイドが短めに編曲した同一メロディのものであり、スーパーファミコン向けソフト『全日本プロレス』では原曲のSFC音源バージョンが両者ともタイトルBGMとして用いられている。
現在は日テレジータスの番組で多用されている。なお、2013年春夏季に放送された『Dramatic Game 1844』内では、野球のテレビ中継開始60年を記念して「あなたが選ぶベストナイン」募集案内告知放送時にこの曲が流れていた。
2014年1月クールの日本テレビ系土曜ドラマ『戦力外捜査官』のテーマ曲としても使われた（メインテーマは原曲にハードロックのアレンジが加えられたもの。それ以外にタイム・ファイブによるスキャットバージョンなど様々なバージョンが用意された）。なお、日本テレビの情報番組で流すVTRや一部バラエティ番組にてスキャットバージョンが使用されることが多い。
また、2015年8月に日テレプラスで放送された『鉄道発見伝 鉄兄ちゃん藤田大介アナが行く!』では当テーマ曲のアレンジバージョンが使われた。
なお、似た名前で古関裕而作曲の「スポーツショー行進曲」という作品があるが、こちらはNHKのスポーツ中継（プロ・高校を問わず野球中継）のテーマ曲に使用されている。

## 使用された番組
- 日本プロレス中継/全日本プロレス中継（地上波中継終了まで使用されていた）
  - 日本テレビは2000年に三沢光晴が全日本プロレスから独立してプロレスリング・ノアを旗揚げした際に全日本プロレス中継を打ち切っているが、その後放映開始されたプロレスリング・ノア中継では同曲ではなく、「NOAHのテーマ」をオープニング曲に使用していた。
  - NTV系CS放送の日テレジータスにおいて、全日本プロレス中継の過去の試合を流す『プロレスクラシック』にも使われている。
- プロ野球ナイター中継（1991年シーズンまで）   
  - プロレス中継のテーマ曲より、テンポが速いものが多用されている。
  - 一部地域では曜日によってローカルスポンサーの関係上、「コロムビア・マーチ・オーケストラ」演奏のバージョンに差し替えられていた（青森放送など、後述の「NNNスポーツ&ニュース」でも同様）。
  - NNN24（現：日テレNEWS24）のトップ&リレーナイターの放送でも使用されていた。
  - 2007年のナイター中継で行われた「V9復刻ナイター」でも使用された。
    - なお、NTV系CS放送の日テレジータスにおいて2007年度巨人宮崎キャンプ中継のオープニングテーマとして使われていたほか、現在は東京ドームでの巨人主催試合時に放送される『巨人練習中「直生」にも使われている。
- ダイナミックグローブ
- ミユキ野球教室
- 新春スポーツスペシャル箱根駅伝（1987年・1988年のみ　以後は『ネバーエンディング・ストーリー』BGM「喜びの飛行」）
- 独占!!SPORTS情報（1980年代まで）
- NNNスポーツニュース
- ビッグイベントゴルフ（1966年〜1984年）
- 朝生ワイド す・またん!（読売テレビの関西ローカル番組で、「スポーツ す・またん!」のコーナーにて『戦力外捜査官』メインテーマ版を使用）
- 木曜スペシャル他多数
- スポーツ中継他多数（ゴルフや大学ラグビー、高校サッカー等）

### 日本テレビ・系列各局以外の番組で放送された事例
- 音楽の広場 - タモリのスポーツ中継を模したコントの一環として、NHKの「スポーツショー行進曲」・TBSの「コバルトの空」と共に演奏された。
- 題名のない音楽会 （1993年10月10日）- 体育の日の企画「スポーツ・ニュースのための音楽」のラストで演奏。黛が番組を締めようとしたところでゲストの矢崎泰久の前振りで秋山和慶の指揮による演奏が始まるというハプニング付きだった。